# Indsjön
Indsjön är en sjö i Mora kommun och Älvdalens kommun i Dalarna och ingår i Dalälvens huvudavrinningsområde. Sjön har en area på 0,644 kvadratkilometer och ligger 252,2 meter över havet. Sjön avvattnas av vattendraget Indån. Vid provfiske har abborre, gädda, löja och mört fångats i sjön.

## Delavrinningsområde
Indsjön ingår i det delavrinningsområde (678117-141977) som SMHI kallar för Mynnar i Våmån. Medelhöjden är 286 meter över havet och ytan är 19,61 kvadratkilometer. Räknas de 2 avrinningsområdena uppströms in blir den ackumulerade arean 51,96 kvadratkilometer. Indån som avvattnar avrinningsområdet har biflödesordning 4, vilket innebär att vattnet flödar genom totalt 4 vattendrag innan det når havet efter 332 kilometer. Avrinningsområdet består mestadels av skog (74 procent) och sankmarker (17 procent). Avrinningsområdet har 0,64 kvadratkilometer vattenytor vilket ger det en sjöprocent på 3,2 procent.